# デニス・レベデフ

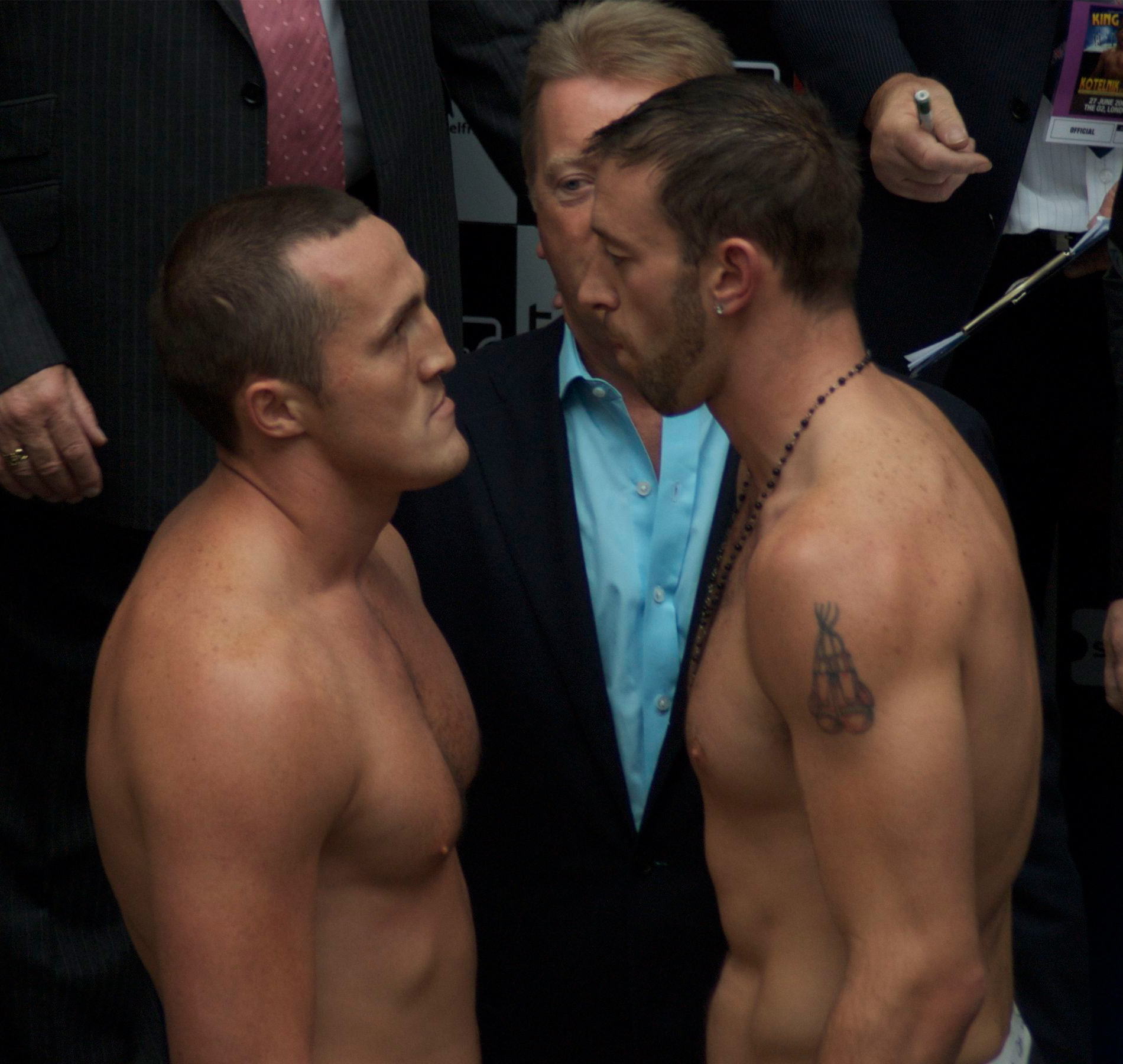
計量後のエンゾ・マカリネリとのフェイスオフ

デニス・レベデフ（Denis Lebedev、1979年8月14日 - ）は、ロシアの元プロボクサー。ベルゴロド州スタールイ・オスコル出身。元WBAスーパー・IBF世界クルーザー級王者。ロシアのプロボクサーの多くが国外に拠点を移す一方、レベデフはロシアを活動拠点としている。パワフルなファイトを展開し強烈なフックで仕留める選手。トレーナーはフレディ・ローチ。

## 来歴
2001年2月27日、モスクワでライトヘビー級6回戦を行い、6回3-0の判定勝ちを収めた。
2001年6月9日、ヌルディン・メリフとロシアライトヘビー級王座決定戦を行い、3回1分50秒TKO勝ちを収め王座獲得に成功した。
2001年12月26日、リシボーイ・シャミールザエフ　（ウズベキスタン）と対戦し、9回TKO勝ちを収めロシア王座の初防衛に成功した。
2004年9月24日、アルチョーム・ウィチキンとロシアライトヘビー級王座決定戦を行い、10回3-0の判定勝ちを収め王座再獲得に成功した。この試合を最後に4年間のブランクを作ることになる。
減量苦を理由にクルーザー級に転向した。
2009年3月22日、バラシハでエリセオ・カスティージョ（キューバ）と対戦し、5回TKO勝ちを収めた。
2009年7月18日、マンチェスターの元WBO世界クルーザー級王者エンゾ・マカリネリ（イギリス）とWBOインターナショナルクルーザー級王座決定戦を行い、3回TKO勝ちを収め王座獲得に成功した。
2009年12月17日、アリ・イスマイロフ（アゼルバイジャン）と対戦し、イスマイロフの6回終了時棄権によりWBOインターナショナル王座の初防衛に成功した。
2010年2月22日、イグナシオ・エスパルザ（メキシコ）と対戦し、4回2分59秒KO勝ちを収めWBOインターナショナル王座の2度目の防衛に成功した。
2010年7月17日、シュヴェリーンのスポーツ・アンド・コングレス・センターでWBO世界クルーザー級2位のアレクサンデル・アレクセーエフと対戦し、2回2分43秒KO勝ちを収めた。
2010年12月18日、ベルリンのマックス・シュメリング・ハレでWBO世界クルーザー級王者マルコ・フックと対戦し、プロ初黒星となる12回1-2（116-112、113-115、113-115）の判定負けを喫し王座獲得に失敗した。
2011年5月21日、元世界4階級制覇王者のロイ・ジョーンズ・ジュニア（アメリカ）とクルーザー級10回戦を行い、10回2分59秒KO勝ちを収めた。
2011年11月4日、モスクワでWBA世界クルーザー級4位のジェームズ・トニーとWBA世界クルーザー級暫定王座決定戦を行い、12回3-0（3者とも120-108）の判定勝ちを収め王座獲得に成功した。
2012年4月4日、ショーン・コックス(バルバドス)と対戦し、2回に右フックでコックスからダウンを奪い、そのままコックスが起き上がることが出来ず2回2分22秒KO勝ちを収めWBA王座の初防衛に成功した。
2012年10月20日、WBA世界クルーザー級正規王者のギレルモ・ジョーンズと王座統一戦を行う予定だったが、ジョーンズがトレーニング中に負傷したため王座統一戦は中止となった。
2012年10月30日、インドネシアのジャカルタで行われたWBA総会で、ジョーンズの休養王座認定とレベデフの正規王座認定を決定した。これにより、レベデフが正式に正規王者となった。
2012年12月17日、モスクワ州クラスノゴルスク市ミャキニノのクロッカス・シティ・ホールでWBA世界クルーザー級8位のサンタンデル・シルガド（コロンビア）と対戦し、4回2分16秒KO勝ちを収めWBA王座の2度目の防衛に成功した。
2013年1月24日、休養王者ギレルモ・ジョーンズとのWBA世界クルーザー級王座統一戦の入札を同年2月6日午前11時に行うとWBAより通知を受けた。
2013年2月6日、上述の通知通り入札が行われ、レベデフのプロモーターであるジョン・ワート氏は357000ドルで入札しモスクワで試合がしたかったのだが、ジョーンズのプロモーターであるドン・キング氏が712000ドルで落札し、パナマ、マイアミもしくはナイジェリアでいずれにしても4月に試合をしたい意向を示した。
2013年5月17日、モスクワ州クラスノゴルスク市ミャキニノのクロッカス・シティ・ホールで休養王者ギレルモ・ジョーンズと王座統一戦を行い、11回2分4秒KO負けを喫し王座統一に失敗、王座から陥落した。しかし試合後に行われたドーピング検査でジョーンズが違反薬物のフロセミドに対する陽性反応を示した。
2013年10月18日、ペルーで開催されていたWBA年次総会において違反薬物のフロセミドが検出されたジョーンズの王座を剥奪し、レベデフを王座に復帰させる判断が下された。
2013年12月19日、同月14日に再び休養王者となったギレルモ・ジョーンズとのWBA世界クルーザー級王座統一戦の入札を2014年1月6日午前11時に行うとWBAより通知を受けたが、入札は延期となった。
2014年4月25日、モスクワのクリタツコエ・スポーツ・パレスで休養王者ギレルモ・ジョーンズと王座統一戦を行う予定だったが、試合直前にまたもジョーンズがドーピング検査で違反薬物のフロセミドの陽性反応を示したことが発覚した。両陣営が合意すればノンタイトル戦として行われたのだが、両陣営の合意が得られなかった為、試合は中止になった。
2014年9月27日、約1年半ぶりの試合。モスクワのダイナモ・スポーツ・パレスでWBA世界クルーザー級4位のパヴェウ・コウォジェイと対戦し、2回KO勝ちを収めWBA王座の3度目の防衛に成功した。
2015年1月19日、WBAから暫定王者ユーリ・カレンガと王座統一戦の交渉を行い30日以内に対戦交渉で合意するよう指令が発令された。
2015年3月5日、WBAはデニス・レベデフとユーリ・カレンガの間で行われる王座統一戦の入札を同月17日の午前11時にWBA本部で行うとの通知を出した。最低入札価格は20万ドルで、報酬の55%がレベデフに、残りの45%がカレンガに分配されるとのことになった。その後、合意に達し入札は回避された。
2015年3月16日、レベデフ陣営とカレンガ陣営が同年4月10日にモスクワで対戦することで合意した為、デニス・レベデフとユーリ・カレンガの間で行われる王座統一戦の入札は中止となった。
2015年4月10日、モスクワのルジニキ・スタジアムで暫定王者のユーリ・カレンガと王座統一戦を行い、4回にダウンを奪われるも7回にダウンを奪い返し12回3-0（2者が115-112、116-111）の判定勝ちを収め王座統一に成功した（記録上はWBA王座の4度目の防衛）。
2015年5月16日、WBAはレベデフをWBAの2015年4月度の月間優秀選手賞に選出した。
2015年6月11日、WBAは2013年5月17日に行われたギレルモ・ジョーンズ戦の公式記録を無効試合に変更すると発表した。
2015年11月4日、カザンのタトネフト・アリーナでWBA世界クルーザー級5位のラティーフ・カヨデと対戦し7回と8回に2度ダウンを奪い8回1分22秒TKO勝ちを収め、WBA王座の5度目の防衛に成功した。
2016年2月8日、WBAはWBA世界クルーザー級2位のユニエル・ドルティコスとの間で指名試合を行うように指令を出した。暫定王者でWBA世界クルーザー級1位のベイブット・シュメノフが怪我の回復が遅れたため代わりにドルティコスとの指名試合を承認した。
2016年2月17日、WBAはレベデフとドルティコスとの間での対戦交渉が未締結のまま難航していることを受け、レベデフとIBF世界クルーザー級王者ビクトル・ラミレスとの王座統一戦を行うことを承認した。
2016年5月20日、WBAはクルーザー級統一トーナメントを開始すると発表。レベデフはスーパー王座に認定された。
2016年5月21日、モスクワのメガスポルトでIBF世界クルーザー級王者のビクトル・ラミレスと王座統一戦を行い、初回から前進するラミレスをいなしながら強打をコネクトして圧倒。2回に左フックでダウンを奪い、最後は連打でラミレスの戦意を折ってレフェリーがストップ。2回1分57秒TKO勝ちを収めWBA王座の6度目の防衛、IBF王座の獲得に成功した。勝ったレベデフとベイブット・シュメノフは120日以内に対戦し、その勝者はWBA世界クルーザー級暫定王者のユニエル・ドルティコスと対戦するよう指令を受けた。
2016年8月17日、ベイブット・シュメノフと対戦するようWBAから指令を出されていたレベデフが指令を無視してムラト・ガシエフとの対戦を決めたことに対し、シュメノフはWBAにレベデフの王座を剥奪するよう要請した。
2016年12月3日、モスクワのメガスポルトでIBF世界クルーザー2位のムラト・ガシエフと対戦し、12回1-2（112-116、111-116、114-113）の判定負けを喫しIBF王座の初防衛に失敗、王座から陥落した。尚、レベデフ陣営がWBA王座をかけない特別許可を申請し、WBAがこれを認めたため、この試合はWBA王座はかけられずに行われた。
2016年12月23日、ベイブット・シュメノフ陣営とユニエル・ドルティコス陣営はムラト・ガシエフ戦に敗れたレベデフからWBA世界クルーザー級スーパー王座を剥奪するようWBAに要求した。
2017年6月17日、WBAはレベデフをWBA世界クルーザー級スーパー王者としてランクインすると共にユニエル・ドルティコスをWBA世界クルーザー級正規王者としてランクインした。
2017年6月19日、WBAは目を負傷したベイブット・シュメノフが角膜びらんと診断され再発すれば失明の危険があるとの医師からの勧告に基づき同月15日にWBA世界クルーザー級正規王座を返上したため暫定王者のユニエル・ドルティコスを正規王座に認定することを決定、更にデニス・レベデフ対マーク・フラナガンの勝者は120日以内にドルティコスと王座統一戦を行うよう指令を出した。
2017年7月8日、エカテリンブルクのDIVSでWBA世界クルーザー級6位のマーク・フラナガンと対戦し、12回3-0（119-108×2、120-107）の判定勝ちを収めWBA王座の7度目の防衛に成功した。7月19日、WBAはレベデフをWBAの2017年6月度月間優秀選手賞に選出された。
2018年1月31日、WBAはレベデフを休養王座に認定し、同年2月3日にWorld Boxing Super Series準決勝として行われるユニエル・ドルティコス対ムラト・ガシエフ戦に対する特別な許可を与え、WBSSクルーザー級優勝者とデニス・レベデフは同年5月13日から対戦交渉を開始し30日以内に合意するよう指令を出した。
2019年7月11日、インスタグラムで現役引退を発表した。
2019年12月21日、クラスノヤルスクでサビソ・ムチュヌとWBCクルーザー級シルバー王座決定戦を行い、12回判定負けを喫し、2度目の引退を発表した。

## 獲得タイトル
- ロシアライトヘビー級王座
- WBOインターナショナルクルーザー級王座
- WBA世界クルーザー級暫定王座（防衛1=正規王座に認定）
- WBA世界クルーザー級王座（防衛4=スーパー王座に認定）
- WBA世界クルーザー級スーパー王座（防衛2=休養王座に認定）
- IBF世界クルーザー級王座（防衛0）
- WBA世界クルーザー級休養王座（防衛0）